# Сальтильо (буква)
Ꞌ, ꞌ (сальтильо) — буква расширенной латиницы, имеющая вид прямого (машинописного) апострофа и обычно обозначающая гортанную смычку. В алфавите тлапанекского языка используется как заглавная, так и строчная форма.

## Использование
Строчная буква сальтильо используется в языках микмак (Канада), изере (Нигерия) и сама (Филиппины и Малайзия). В последнем она может обозначать как гортанную смычку, так и гласный [ə], что связано с историческим использованием хамзы для этих звуков в арабском письме. Например, в слове bowaꞌ (рот) сальтильо обозначает согласный звук, а в nsꞌllan (масло) — гласный.

## Кодировка
Юникод поддерживает сальтильо начиная с версии 5.1. Обе формы обычно изображаются в форме прямого апострофа, иногда описываемой как восклицательный знак без точки. Наборщики, незнакомые с Юникодом, часто используют вместо сальтильо апостроф, но это может вызвать проблемы в электронных файлах, потому что апостроф — это знак препинания, а не словообразовательный символ, и использование апострофа для двух различных функций может затруднить автоматизированную обработку текста.